# Mezinárodní svaz ochrany přírody
Mezinárodní svaz ochrany přírody (anglicky International Union for Conservation of Nature, IUCN) je mezinárodní organizace zaměřená na uchování přírodních zdrojů. Byla založena v roce 1948 a má sídlo ve švýcarském Glandu u Ženevského jezera. IUCN spojuje 83 států, 108 státních institucí, 766 nevládních organizací, 81 mezinárodních organizací a kolem 10 000 odborníků a vědců z celého světa.

## Poslání
Posláním IUCN je ovlivňovat, podporovat a pomáhat společnostem po celém světě v ochraně celistvosti a rozmanitosti přírody a zajišťovat, že jakékoli využívání přírodních zdrojů bude spravedlivé a ekologicky udržitelné.

## Historie
První generální ředitel UNESCO, Julian Huxley, který si přál postavit UNESCO na vědečtějších základech, zorganizoval kongres, na kterém měla vzniknout nová ekologická instituce, která by sloužila tomuto účelu. Na tomto prvním kongresu konaném ve francouzském Fontainebleau 5. 10. 1948 se shodlo 18 vlád, 7 mezinárodních organizací a 107 národních organizací ochrany přírody na založení zastřešující instituce a podepsalo ustavující akt International Union for the Protection of Nature.
Od tohoto začátku bylo převažující strategií nové instituce zkoumat a propagovat vzájemně výhodná ochranná opatření, která budou vyhovovat jak zastáncům hospodářského rozvoje, tak pomáhat lidem a státům lépe chránit jejich flóru a faunu.
Organizace vždy zdůrazňovala nutnost respektovat potřeby místních obyvatel, aby mohli převzít budoucí dlouhodobé cíle ve svých místních oblastech: Chráněná území a ohrožené druhy budou nejlépe chráněny, jestliže jejich ochranu budou místní obyvatelé považovat za svůj zájem. Práce s místními lidmi a nikoli proti nim se stala hlavní zásadou IUCN.
Na tomto principu byla založena Strategie zachování světa (World Conservation Strategy) (1980). IUCN v ní jasně deklarovala svůj zájem na dialogu se zastánci hospodářského rozvoje. Dostalo se jí pozitivního mezinárodního ohlasu a zajistila IUCN podporu řady sponzorů, kteří sami nebyli schopni otevřít dialog v rozvojových zemích, ani neměli pocit, že OSN a mezinárodní banky se hodlají v takovém dialogu efektivně angažovat.
IUCN se rozšířila do mnoha zemí světa a má k dispozici služby mnoha odborníků-dobrovolníků, kteří poskytují rady a konzervační služby na místní úrovni. Síť výborů a regionálních poradních orgánů se rozšiřuje do stále většího počtu zemí.
Následuje přehled některých dat klíčových pro růst a rozvoj této organizace:
- 1956: Jméno změněno z International Union for the Preservation of Nature (IUPN, Mezinárodní svaz za zachování přírody) na International Union for the Conservation of Nature and Natural Resources (IUCN, Mezinárodní svaz ochrany přírody a přírodních zdrojů)
- 1959: UNESCO se rozhodlo sestavit mezinárodní seznam přírodních parků a obdobných rezervací a generální tajemník OSN požádal IUCN, aby tento seznam připravila
- 1961: Po více než desetiletí problémů s financováním organizace se přední osobnosti vědy i podnikatelské sféry (včetně Juliana Huxleyho) rozhodli založit doplňkový fond (World Wildlife Fund, WWF), který se zaměří na vztahy s veřejností a zvyšování podpory ochrany přírody
- 1969: IUCN získává grant Fordovy nadace, který jí umožňuje podstatně rozšířit svůj mezinárodní sekretariát
- 1972: UNESCO přijímá Konvenci o ochraně světového kulturního a přírodního dědictví a IUCN je požádána, aby zajistila sledování a vyhodnocování po technické stránce
- 1974: IUCN se zasazuje o získání souhlasu svých členů s Konvencí o mezinárodním obchodu s ohroženými druhy divokých rostlin a zvířat (CITES), jejíž sekretariát původně sídlil v IUCN
- 1975: Nabývá účinnosti Konvence o mokřadech mezinárodní důležitosti (Ramsar) a její sekretariát je spravován ze sídla IUCN
- 1980: IUCN (spolu s Programem životního prostředí Spojených národů) a WWF spolupracují s UNESCO na vydání Světové strategie ochrany (přírody a památek)
- 1982: Valné shromáždění OSN přijímá Světovou chartu ochrany přírody, připravenou IUCN
- 1990: Organizace začala používat název World Conservation Union („Světový ochranářský svaz“), ale ponechala si zkratku IUCN
- 1993: IUCN (spolu s Programem životního prostředí OSN a s WWF) vydává Caring for the Earth („Péče o Zemi“)
- 2008: Organizace přestala používat název World Conservation Union a vrátila se k International Union for Conservation of Nature

## Organizační struktura
Svaz má tři složky: své členské organizace, svých 6 vědeckých komisí a svůj profesionální sekretariát.

### Členové
Svaz sdružuje jak státy, tak nevládní organizace. Členové určují postoje Svazu, definují jeho globální pracovní program a volí jeho Radu (srovnatelnou s představenstvem společnosti) na Světovém ochranářském kongresu IUCN. Členské organizace se sdružují do národních a regionálních výborů.

#### Členové IUCN z České republiky
- Agentura ochrany přírody a krajiny ČR (AOPK ČR) – Nature Conservation Agency of the Czech Republic (NCA CR)
- Český svaz ochránců přírody (ÚVR ČSOP) – Czech Union for Nature Conservation
- Ministerstvo životního prostředí ČR – Ministry of the Environment of the Czech Republic
- Správa Krkonošského národního parku (KRNAP) – The Krkonose Mountains National Park
- Unie českých a slovenských zoologických zahrad (UCSZOO) – Union of Czech and Slovak Zoos.[4]

### Komise
Sedm komisí sleduje stav světových přírodních zdrojů, poskytuje IUCN know-how a poradenství v ochranářských otázkách:

#### Komise pro správu ekosystémů
Commission on Ecosystem Management Archivováno 3. 10. 2006 na Wayback Machine. (CEM): CEM poskytuje odborné poradenství k zacházení s přírodními i lidmi upravenými ekosystémy. V květnu 2008 měla 400 členů a vedla ji předsedkyně Hillary Masundire.

#### Komise pro vzdělávání a komunikaci
Commission on Education and Communication (CEC): CEC prosazuje strategické využívání komunikace a vzdělávání zainteresovaných osob o udržitelném využívání přírodních zdrojů. V květnu 2008 měla 500 členů a vedl ji předseda Keith Wheeler a místopředsedkyně Juanita Castaño.

#### Komise pro environmentální, ekonomickou a sociální politiku
Commission on Environmental, Economic, and Social Policy Archivováno 5. 10. 2006 na Wayback Machine. (CEESP): CEESP poskytuje odborné znalosti a poradenství k hospodářským a sociálním faktorům a jejich vlivům na ochranu a udržitelné využívání biologické rozmanitosti. V květnu 2008 měla 500 členů a vedl ji předseda Taghi Farvar.

#### Komise pro zákony o životním prostředí
Commission on Environmental Law Archivováno 3. 10. 2006 na Wayback Machine. (CEL): CEL rozšiřuje legislativu o životním prostředí, vyvíjí nové právní koncepty a nástroje a pomáhá společnostem ve využívání legislativy pro ochranu a udržitelný rozvoj. V květnu 2008 měla 800 členů a vedla ji předsedkyně Sheila Abed.

#### Komise pro přežití druhů
Species Survival Commission Archivováno 3. 10. 2006 na Wayback Machine. (SSC): SSC radí Svazu s technickými aspekty zachování druhů a mobilizuje síly na ochranu těch druhů, kterým hrozí vyhubení. Vydává Červený seznam ohrožených druhů IUCN. V květnu 2008 bylo jeho členy přes 7000 odborníků na ohrožené druhy a biodiverzitu z celého světa, předsedkyní byla Holly Dublin.

#### Světová komise pro chráněná území
World Commission on Protected Areas (WCPA)

### Sekretariát
Členové a komise spolupracují s placeným sekretariátem, který tvoří přes 1100 zaměstnanců v 62 zemích. Generální ředitelkou je od ledna 2015 ekoložka a ekonomka Inger Andersen. (Od 2. ledna 2007 byla generální ředitelkou Julia Marton-Lefèvre — světově uznávaná odbornice, která v USA a ve Francii studovala historii, ekologii a plánování životního prostředí. Na postu vystřídala ekologa Achima Steinera, který se v červnu 2006 stal výkonným ředitelem Programu životního prostředí OSN (UNEP).)

## Hlavní výstupy
Mezi nejvýznamnější produkty a služby IUCN patří:
- Kategorizace chráněných území (kategorie IUCN)
- Červený seznam IUCN ohrožených druhů

### Kategorie chráněných území IUCN
Komise pro chráněná území definovala následující mezinárodní kategorie chráněných území:

#### Ia – Přísnápřírodní rezervace(Natural Reserve)
Oblast země nebo moře obsahující mimořádné nebo reprezentativní ekosystémy, geologické nebo fyziologické vlastnosti a/nebo druhy. Je přístupná primárně pro vědecký výzkum a sledování životního prostředí.

#### Ib –Divočina(Wilderness)
Rozsáhlá oblast původní nebo jen lehce pozměněné země a/nebo moře, která si zachovává svůj přírodní charakter, bez trvalého nebo významného osídlení, která je chráněna a spravována tak, aby se uchovala v nedotčeném přírodním stavu.

#### II –Národní park(National Park)
Přírodní oblast země a/nebo moře, určená k: i. ochraně ekologické integrity jednoho nebo více ekosystémů pro současnou i pro budoucí generace; ii. vyloučení využívání neslučitelného s účely ochrany daného území; iii. poskytování duchovních, vědeckých, vzdělávacích, rekreačních a návštěvnických možností, které musí být slučitelné s ochranou životního prostředí a kultury.

#### III –Přírodní památka(National Monument)
Oblast obsahující jeden nebo více specifických přírodních nebo přírodně-kulturních rysů, které mají mimořádnou nebo jedinečnou hodnotu spočívající v jejich vzácnosti, reprezentativních či estetických kvalitách nebo kulturním významu.

#### IV – Místo výskytu druhu (Habitat, vizPřírodní rezervace)
Oblast země nebo moře, kde dochází k aktivním zásahům správy území za účelem ochrany přirozeného prostředí a uspokojení potřeb konkrétních druhů.

#### V–Chráněná krajina(Protected Landscape/Seascape)
Oblast země, případně pobřeží a moře, kde letitou interakcí člověka a přírody vznikla krajina významné estetické, ekologické nebo kulturní hodnoty, často s vysokou biologickou rozmanitostí. Pro ochranu, správu a vývoj takové oblasti je důležité zachování zmíněné interakce člověka s přírodou v její tradiční podobě.

#### VI – Oblast ochrany přírodních zdrojů (Managed Resource Protected Area)
Oblast obsahující převážně nezměněné přírodní systémy, spravovaná tak, aby se zajistila dlouhodobá ochrana a správa biologické rozmanitosti za současného udržitelného využívání přírodních produktů a služeb k uspokojení potřeb komunity.